# أليكساتندروس أليكسيو
أليكساتندروس أليكسيو (باليونانية: Αλέξης Αλεξίου)‏ (مواليد 8 سبتمبر 1963) هو لاعب كرة قدم. يلعب مع منتخب اليونان لكرة القدم. سبق له أن لعب في كأس العالم لكرة القدم مع منتخب بلاده.

## مسيرته الكروية
لعب أليكساتندروس أليكسيو خلال مسيرته الاحترافية مع 3 أندية في أربعة عشر موسمًا وسجل خلالها 43 هدفًا ضمن 337 مباراة. حيث فاز في موسم واحد بالكأس وفي موسم واحد بالدوري.
خاض أليكساتندروس أليكسيو مسيرته مع أبولون بونتو ‏ في موسم 1983–84 واستمر معه طيلة ثلاثة مواسم، مشاركًا في 70 مباراة سجل خلالها 12 هدفًا. ثم انتقل إلى نادي أولمبياكوس في موسم 1986–87 ليلعب معه أربعة مواسم، حيث شارك في 91 مباراة سجل خلالها 12 هدفًا أيضًا. لينتقل بعدها إلى نادي باوك في موسم 1990–91 ليلعب معه سبعة مواسم، مشاركًا في 176 مباراة سجل خلالها 19 هدفًا.

## روابط خارجية
- أليكساتندروس أليكسيو على موقع قاعدة بيانات كرة القدم.إي يو (الإنجليزية)
- أليكساتندروس أليكسيو على موقع ناشيونال فوتبول تيمز (الإنجليزية)
- أليكساتندروس أليكسيو على موقع Soccerway.com (الإنجليزية)